# L'era glaciale 3 - L'alba dei dinosauri (videogioco)
L'era glaciale 3 - L'alba dei dinosauri (Ice Age: Dawn of the Dinosaurs) è un videogioco d'azione sviluppato dalla Eurocom e pubblicato dalla Activision per Xbox 360, Wii, PlayStation 3, PlayStation 2, Games for Windows e Nintendo DS il 30 giugno 2009, dopo che un demo era stato reso disponibile gratuitamente su Xbox Live Marketplace il 15 giugno 2009. 
Il 12 agosto dello stesso anno venne pubblicata anche una versione per BlackBerry e il 14 novembre un'altra per dispositivi iOS. 
Il videogioco è basato sul film L'era glaciale 3 - L'alba dei dinosauri. 
Nel videogioco il giocatore può controllare un personaggio fra Manny, Sid, Diego, Buck, Scrat e Scrattina.

## Doppiaggio
| Personaggio | Doppiatore originale       | Doppiatore italiano        |
| ----------- | -------------------------- | -------------------------- |
| Manny       | Ray Romano                 | Andrea De Nisco            |
| Sid         | John Leguizamo             | Ruggero Andreozzi          |
| Diego       | Rick Pasqualone            | Diego Sabre                |
| Ellie       | Queen Latifah              | Cinzia Massironi           |
| Buck        | James Patrick Stuart       | Luca Sandri                |
| Crash       | James Arnold Taylor        | Luigi Rosa                 |
| Eddie       | Josh Peck                  | Andrea De Nisco            |
| Scrat       | Chris Wedge \| Mino Caprio | Chris Wedge \| Mino Caprio |
| Scrattina   | Karen Disher               | Karen Disher               |